# 搖滾啟示錄
是一部2007年美國電影，由陶德·海恩斯執導，克里斯汀·貝爾與凱特·布蘭琪主演，描述歌手鲍勃·迪伦的生涯。官方海報是取自凱特·布蘭琪的剪影。

## 演員
- 克里斯汀·貝爾
- 凱特·布蘭琪
- 李察·吉爾
- 希斯·萊傑
- 本·威士肖
- 茱莉安·摩爾

## 獎項
- 威尼斯影展評審團特別獎
- 女性影評協會獎特別獎
- 聖路易斯影評人協會獎最佳創新電影
- 威尼斯影展最佳女演員獎（凱特·布蘭琪）
- 金球獎最佳女配角獎（凱特·布蘭琪）
- 美國國家評論協會獎最佳女配角（凱特·布蘭琪）
- 獨立精神獎最佳女配角（凱特·布蘭琪）
- 芝加哥影評人協會獎最佳女配角（凱特·布蘭琪）
- 波士頓影評人協會獎最佳女配角（凱特·布蘭琪）
- 俄亥俄中心影評人協會獎最佳女配角（凱特·布蘭琪）
- 獲得達拉斯影評人協會獎最佳女配角（凱特·布蘭琪）
- 義大利線上電影獎最佳女配角（凱特·布蘭琪）
- 多倫多影評人協會獎最佳女配角（凱特·布蘭琪）
- 拉斯維加斯影評人協會獎最佳女配角（凱特·布蘭琪）
- 猶他影評人協會獎最佳女配角（凱特·布蘭琪）
- 紐約村聲電影獎最佳女配角（凱特·布蘭琪）

## 評價
《搖滾啟示錄》被許多媒體認為是2007年最傑出的電影之一，包括《娛樂週刊》、《紐約時報》、《滾石雜誌》、《洛杉磯時報》等。

## 外部連結
- 互联网电影数据库（IMDb）上《搖滾啟示錄》的资料（英文）
- AllMovie上《搖滾啟示錄》的资料（英文）
- Box Office Mojo上《搖滾啟示錄》的資料（英文）
- 爛番茄上《搖滾啟示錄》的資料（英文）
- Metacritic上《搖滾啟示錄》的資料（英文）
- 豆瓣电影上《搖滾啟示錄》的資料 （简体中文）